# The Reason for God
The Reason for God (2008) es un libro y DVD de apologética cristiana escrito por Timothy Keller, un erudito y fundador de Redeemer Presbyterian Church en la ciudad de Nueva York.

## Libro
The Reason for God: Belief in an Age of Skepticism se basa en las objeciones de la fe cristiana en la parte 1, "The Leap of Doubt". Autores escépticos citados incluyen a John Leslie Mackie, Richard Dawkins, Sam Harris, y Christopher Hitchens. Este invoca la racionalidad crítica o racionalismo crítico en "intermisión" como un método de plantear argumentos a favor de Dios y la fe en la parte 2, "The Reasons for Faith".
En el libro, Keller se nutre de diversas fuentes, incluyendo la Biblia, C. S. Lewis, Francis Collins, Alvin Plantinga, Stephen Jay Gould, Rodney Stark, Anne Rice, Annie Dillard, Flannery O'Connor, Jonathan Edwards, Soren Kierkegaard, y N.T. Wright.
El libro recibió premios de World Magazine y Christianity Today además fue el nº7 en el New York Times Best Seller list para la sección no-ficción en marzo de 2008.

## DVD
The Reasons for God: Conversations on Faith and Life es una grabación de una reunión, donde Timothy Keller con un grupo de personas en seis sesiones, para resolver sus dudas y objeciones al cristianismo.